# Marcha (affluente del Viljuj)
La Marcha (in russo Марха́?) è un fiume della Russia siberiana orientale (Sacha-Jakuzia), affluente di sinistra del Viljuj.

## Descrizione
Ha origine dal versante orientale dell'Altopiano del Viljuj cambiando spesso direzione, scorre poi con direzione mediamente sud-orientale nel bassopiano della Jacuzia centrale in un territorio prevalentemente piatto e mal drenato, interessato dal permafrost. Sfocia nel Viljuj a 518 km dalla foce, alcune decine di km a valle della cittadina di Njurba. Nel suo corso riceve parecchi affluenti, fra i quali Morkoka, Marchara e Oldondo dalla destra idrografica, Channja, Konončan e Daldyn dalla sinistra. Nel bacino sono presenti numerosi laghi, prevalentemente di origine termocarsica.
È gelato in superficie da fine settembre/primi di ottobre fino a fine maggio/primi di giugno; si blocca fino a 150 giorni nel corso inferiore e fino a 208 giorni nel corso superiore. Similmente a quasi tutti i fiumi siberiani, manifesta piene importanti durante la stagione estiva, quando il valore medio di portata può superare i 7 000 m³/s.
La Marcha è navigabile dalla confluenza della Morkoka fino alla foce. Dal villaggio di  Malykaj (nel basso corso) a Njurba (sul Viljuj), circola regolarmente la motonave passeggeri a basso pescaggio Zarja.
Nella parte superiore del bacino sono presenti depositi di diamanti.

## Ittiofauna
Le acque del fiume sono popolate da storioni, taimen, Brachymystax lenok, nelma, coregoni, lucci.